# Переробка природних і нафтових газів
Переробка природних і нафтових газів

## Загальний опис
Фізичні методи перероблення продукції родовищ базуються на процесах наступних трьох груп.
1. Газогідромеханічні процеси, швидкість протікання яких визначається законами газогідродинаміки (сепарація, фільтрація і т. ін.).
2. Теплові процеси, швидкість протікання яких визначається законами теплопередачі (охолодження, нагрівання і конденсація).
3. Різний газ.
У залежності від умов збуту та вимог споживача можна отримувати і суміші різних компонентів, таких, як широка фракція легких вуглеводнів, нестабільний бензин, гелій-сирець і т. ін.
Алкани природного газу піддаються піролізу, окисненню, сульфоокисненню, хлоруванню, сульфохлоруванню, флуоруванню, нітруванню, фосфонілуванню, біологічному синтезу, в результаті чого отримують важливі речовини: етилен, пропілен, бутилен, бутадієн, ізопрен (сировина для отримання спиртів, пластичних мас, синтетичного каучуку), метанол, ізопропіловий спирт, метилетилкетон, оцтову кислоту, оцтовий ангідрид, формальдегід, етанол, етиленгліколь, дихлоретан, жирні кислоти, жирні спирти, гідропероксиди, алкілпероксиди, сульфокислоти, алкілхлориди, перфторалкани, нітроалкани, хлорангідриди алкілфосфінових кислот, білково-вітамінний концентрат (компонент корму для тварин).

## Технологічні процеси
Переробка природних і нафтових газів основана на застосуванні таких основних технологічних процесів:
1) осушування газів від вологи — абсорбція, адсорбція, конденсація вологи (за рахунок стиснення або охолодження газу);
2) очищення від сірководню Н2S, діоксиду вуглецю СО2 і сірковмісних сполук (сіркооксиду вуглецю COS, сірковуглецю CS2, меркаптанів RSH, тіофенів та ін.) — хемосорбція розчинниками (моноетаноламіном, діетаноламіном, диглікольаміном та ін.), фізична абсорбція органічними розчинниками (пропіленкарбонатом, диметиловим ефіром поліетиленгліколю та ін.), хіміко-фізична абсорбція (поєднання органічних розчинників і хімічної взаємодії з алканоламінами);
3) переробка методом конденсації (виділення цільових компонентів із багатокомпонентних сумішей);
4) переробка методом абсорбції (отримання цільових компонентів);
5) переробка методом низькотемпературної ректифікації (отримання широких фракцій вуглеводнів — ШФВ);
6) виділення вуглеводневих компонентів методом низькотемпературної сепарації;
7) виробництво сірки із сірководню.

### Низькотемпературні технологічні процеси
Всі низькотемпературні процеси підрозділяються на чотири групи: 
- низькотемпературна конденсація[2],
- низькотемпературна ректифікація,
- низькотемпературна абсорбція,
- низькотемпературна адсорбція.

## Переробка нафтових газів
Переробка нафтових газів на нафтопереробних заводах включає такі основні процеси:
1) очищення (підготовка для подальшої переробки, видалення сірководню, нижчих меркаптанів, діоксиду вуглецю);
2) осушування (видалення вологи);
3) гідрофракціонування (отримання індивідуальних легких вуглеводнів і вуглеводневих фракцій високої чистоти);
4) алкілування ізобутану олефінами;
5) полімеризація (олігомеризація) олефінів;
6) ізомеризація парафінових вуглеводнів.
При переробці нафти із нафтозаводських газів на газофракціонувальних устаткованнях отримують такі вуглеводневі фракції: а) етанову — сировину для піролізу, холодоагенту на устаткованнях депарафінізації олив і виділення ксилолу та інш.; б) пропанову — сировину для піролізу, отримання скрапленого газу, холодоагенту; в) ізобутанові — сировину для алкілування і виробництва синтетичного каучуку; г) н -бутанову — сировину для піролізу, виробництва синтетичного каучуку, компонента побутового скрапленого газу та інш.; ґ) ізопентанову — сировину для виробництва ізопренового каучуку і компонента високооктанових бензинів; д) пентанову — сировину для процесів ізомеризації і піролізу, отримання амілових спиртів.
Природні вуглеводневі гази є сировиною для виробництва метанолу, формальдегіду, оцтової кислоти, ацетону та багатьох органічних речовин. Конверсією киснем або водяною парою з метану отримують синтез-газ (СО + Н2О), який широко застосовується для виробництва аміаку, спиртів та інших органічних продуктів; піролізом та дегідрогенізацією метану — ацетилен, сажу, водень і т. д. Із них отримують олефінові вуглеводні, етилен, пропілен, які є сировиною для подальшого органічного синтезу і виробництва пластмас, синтетичних каучуків, штучних волокон та ін.
З природних газів виділяють (видобувають) сірку (із сірководневмісних газів), гелій, вуглекислий газ, ртуть, гомологи метану. Природний вуглеводневий і нафтовий гази використовується як паливо для енергетичних устатковань у різних галузях промисловості, комунально-побутового споживання та сировини промисловості основного органічного і нафтохімічного синтезу.